# Петар Дуймович
Петар Дуймович  (хорв. Petar Dujmović, нар. 19 серпня 1893, Спліт  — пом. 3 червня 1980, Задар) — югославський футболіст, що грав на позиції захисника. Відомий виступами за клуб «Хайдук», а також національну збірну Югославії.

## Клубна кар'єра
З вісімнадцяти років грав у основному складі «Хайдука» Незмінно виступав у команді до 1926 року, за винятком воєнних років. Багаторазовий чемпіон футбольної асоціації Спліта.
Загалом у складі «Хайдука» зіграв у 1911—1926 роках 233 матчі і забив 4 м'ячі. Серед них 6 матчів у чемпіонаті Югославії, 32 матчі у чемпіонаті Спліта, 5 матчів у Кубку югославської федерації, 190 матчів і 4 голи у інших турнірах і товариських матчах.
| Дата       | Місто  | Господарі | Результат | Гості          | Турнір           | Голи | Примітки |
| ---------- | ------ | --------- | --------- | -------------- | ---------------- | ---- | -------- |
| 28.09.1924 | Загреб | Югославія | 0 – 2     | Чехословаччина | товариський матч | -    |          |
| Усього     |        | Матчів    | 1         |                | Голів            | 0    |          |

## Трофеї і досягнення
- Срібний призер чемпіонату Югославії: 1924
- Чемпіон футбольної асоціації Спліта: 1920-21, 1921-22, 1922-23, 1923-24, 1924-25, 1926 (в)
- Срібний призер Кубка короля Олександра: 1924, 1925